# 佐々木宏 (教育者)
佐々木 宏（ささき ひろし、1964年1月29日 - ）は、日本の教育者。

## 経歴
東京の総合広告代理店に勤務後、プロコーチとして独立。ベンチャー企業の上場支援や、大手企業管理職へのコーチング、学校教員へのコーチングなどに従事する。1996年米国大統領選挙の現地リポートが広くマスコミに「多メディア時代の統合型マーケティングモデル」として紹介され、1999年に日本マーケティング協会より「最優秀論文賞」を授与される。
同時に、フリーライターとして広告・教育関連の書籍の執筆に従事している。
1999年より教育業界に転身し、2003年に教育に特化したコーチングブランド「学習コーチアカデミー」を設立。これまでに30，000人以上の教育関係者へコーチング研修を行い、その数は日本でトップクラスである。
その後、通信制の高校の専任講師を経て、独立と同時に首都大学東京にて特任准教授に就任。『宣伝会議』の就職支援講座の講師としても活動を行っている。通信制高校から難関大学への合格者を多数輩出しており、発達障害の講演者として著名な南雲明彦は教え子の一人である。
広島大学に勤務時に創設した起業部「1st ペンギンクラブ」は、2年間で3社の起業、20回以上のビジネスコンペ受賞実績を残しており、中四国地方で高い評価を受ける。
現在は、広島大学発ベンチャーとなる株式会社Coach For AllのCEOとして、世界初のAIコーチの開発に取り組む。また一方で、主体性、創造性、強靭力、コミュニケーション力等に代表される「非認知能力」の育成に特化した学習支援サービス「1st ペンギンクラブ」を創設し、AO推薦入試、公立中学受験支援サービスを通した「チェンジメーカー」の育成に従事している。
「広島県よろず支援拠点」のコーディネーターとしても活躍。また、平日深夜にTwitter上にて、就職活動生を中心に学生の疑問や意見に回答する活動を行い、にわかに注目を集めている。

## 著書

### ビジネス分野
- 『ニュースな広告』(同文舘出版)
- 『マーケティングがスラスラわかる本』(同文舘出版)
- 『広告がスラスラわかる本』(同文舘出版)
- 『環境問題がスラスラわかる本』(同文舘出版)
- 『説教するな、説得しろ！』(東洋経済新報社)
- 『マーケティングの“なぜだ！”がわかる本』(PHP研究所)
- 『売る発想は、“通勤途中のなぜ”から始まる』(オーエス出版)
- 『クイズでマスター。成功するプレゼンテーション』(PHP文庫)
- 『営業思考パワーアップ塾』(ダイヤモンド社)

### 教育分野
- 『学校選択制時代の、小中公立校ガイド』(同友館)
- 『先生のためのコミュニケーション技術』(学事出版)
- 『学校では教えてくれない、難関大学AO推薦入試突破の極意』(エール出版)
- YAのための生きナビ『夢を持ってはいけません』(国土社)
- YAのための生きナビ『自分らしさって、なんだろう』(国土社)
- YAのための生きナビ『一日たった5分で、君は変われる』(国土社)
- 『軸分析で、会社に突き刺され』(リーダーズノート出版)